# فرناندو كامارغو
فرناندو كامارغو (بالإسبانية: Fernando Camargo)‏ هو دراج كولومبي، ولد في 17 ديسمبر 1977.

## سجل النتائج

### سباقات أو مراحل فاز بها
| التاريخ        | السباق                 | المركز                  |
| -------------- | ---------------------- | ----------------------- |
| 01 يناير 2008  | Vuelta a Bolivia 2008  | الفائز في التصنيف العام |
| 29 نوفمبر 2009 | 2009 Vuelta al Ecuador | الفائز في التصنيف العام |
| 24 يونيو 2012  | فولتا كولومبيا 2012    | الفائز في ترتيب التسلق  |
| 17 أغسطس 2014  | طواف كولومبيا 2014     | المركز الثاني           |

## وصلات خارجية
- فرناندو كامارغو على موقع أرشيف الدراجات (الإنجليزية)
- فرناندو كامارغو على موقع إحصائيات الدراجات الإحترافية (الإنجليزية)
- فرناندو كامارغو على موقع نسبة الدراجات (الإنجليزية)